# 法國航太瞪羚直升機
法國航太瞪羚直升機（法語：Aérospatiale Gazelle）是一種五人座軍民兩用直升機，使用渦輪發動機，由法國南方飛機公司開發與製造（1970年後轉移由法國航太接手），及授權英國威斯特蘭（Westland）及前南斯拉夫蘇卡（Soko）等生產。此直升機可以裝配HOT式反坦克飛彈，20世紀80年代也有12架外銷給中國，這也是世界上分佈最多國家軍隊的直升機。

## 歷史
20世纪60年代初时，法国陆军希望设计一种直升飞机代替云雀III型直升机，瞪羚直升机的设计始于1964年，原型机SA-340试飞于1967年4月试飞。

## 型號
- SA-340:原型機

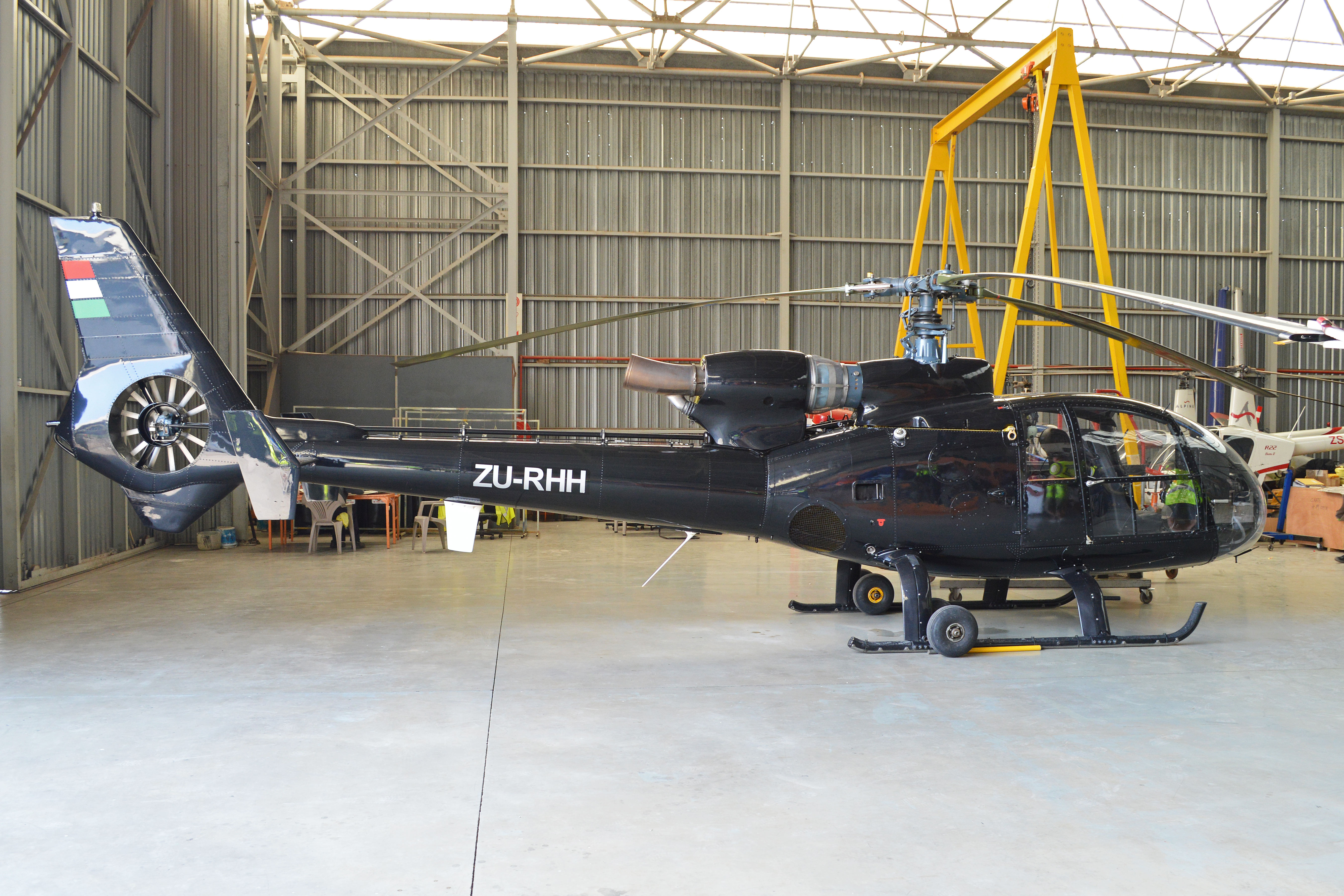
SA-342L

- SA-341B:英國陸軍型，也用於英國皇家海軍陸戰隊
- SA-341C:英國海軍型
- SA-341D:英國空軍教練機型
- SA-341E:英國空軍型
- SA-341F:法國陸軍型
- SA-341H:外銷型，受權南斯拉夫蘇卡生產
- SA-341G:民用型
- SA-342K:加大發動機馬力
- SA-342L:外銷型，當中有12架被賣給中國
- SA-342M:法國陸軍用反坦克型
- SA-342J:民用型

## 設計

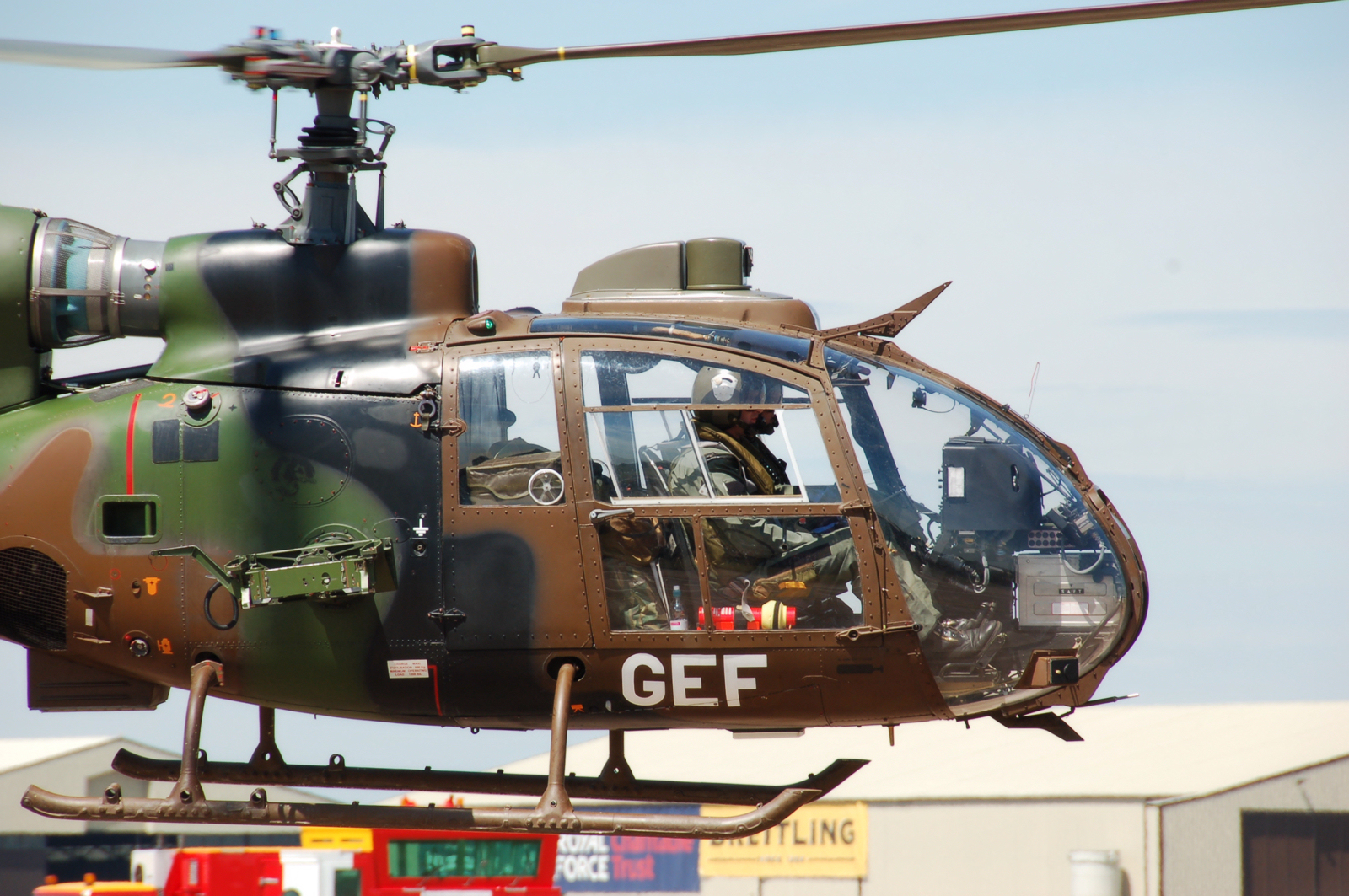
瞪羚直升機的機頭呈蛋形，當中擋風玻璃佔了很大面積而令其乘員有廣闊的視野

瞪羚直升機的機頭呈蛋形，當中擋風玻璃佔了很大面積而令其乘員有很廣闊的視野，其整體設計是尾螺旋槳式，其動力是一部渦輪軸發動機去驅動一個金屬製三葉螺旋槳，還有一部份動力被用來驅動一個在機尾的涵道尾槳。瞪羚直升機重量輕巧，速度快而且靈活，1971年該機曾創下直線航段和閉合航線飛行的世界紀錄，瞪羚直升機可執行空中巡邏、偵察和用HOT式反坦克飛彈進行反坦克任務。

## 實戰使用

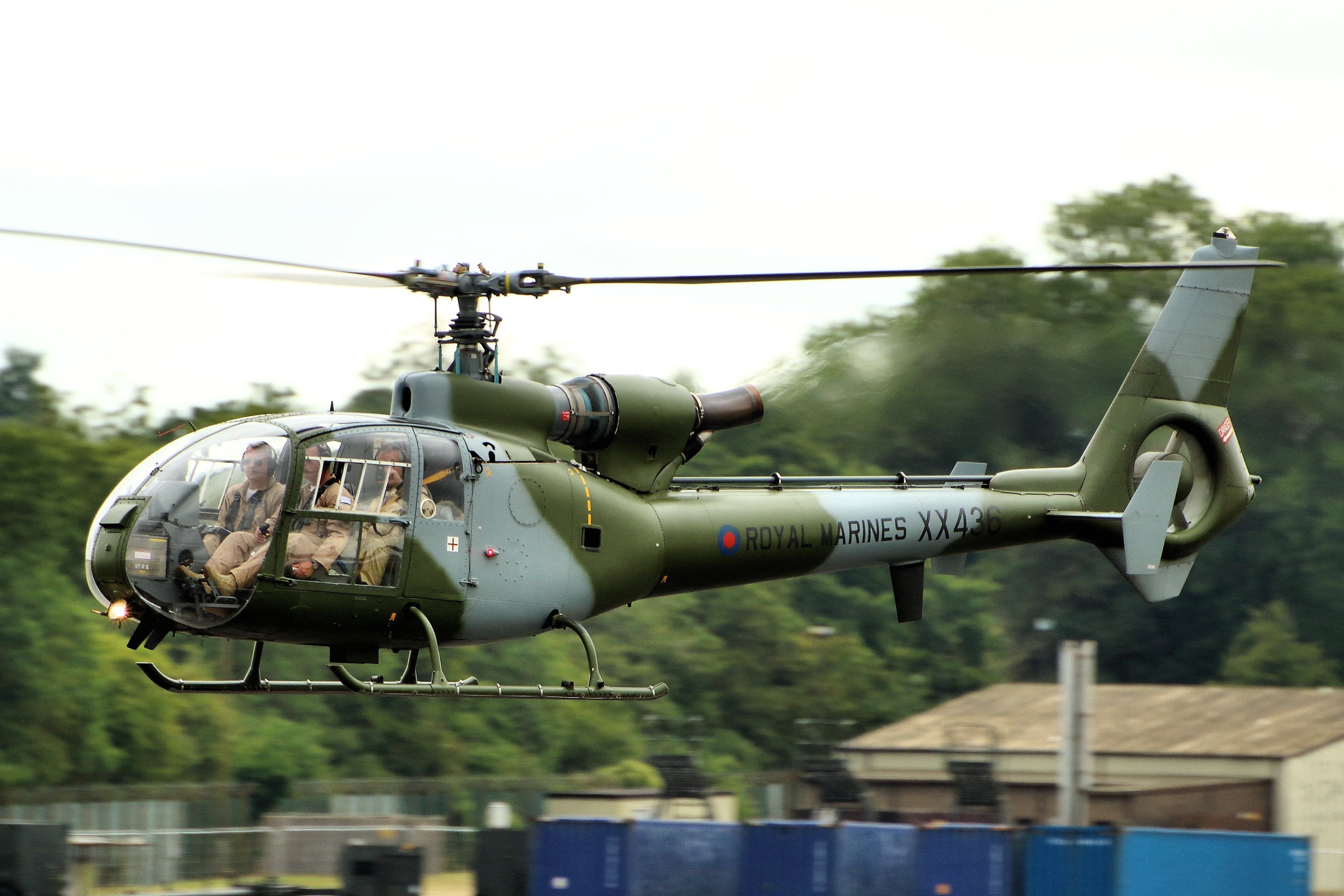
英國皇家海軍陸戰隊的SA-341B瞪羚直升機

由20世紀80年代初開始，瞪羚直升機已裝備英軍和法軍，主要執行巡邏、偵察和反坦克作戰。
1982年的英阿福克蘭群島戰爭，英國皇家陸軍的瞪羚直升機和英國皇家海軍的其他直升機用於支援英軍士兵登陸作戰，令英國地面部隊快速在島上建立灘頭陣地，之後，英軍瞪羚直升機的空中支援令英軍士兵快速往島上進攻。
1991年海灣戰爭，英軍派出18架瞪羚直升機參戰，法軍更派出第6輕裝甲師的兩個直升機團的瞪羚直升機。
1989年中國北京學運期間，在天安門廣場飛過的是中國人民解放軍的瞪羚直升機。

## 技術規格

瞪羚直升機三視圖

数据来源： Airplane Magazine Vol 1 Issue 6
基本诸元
- 乘员： 2
- 载客量： 3 乘客
- 长度： 11.97公尺（39英呎0英吋）
- 主旋翼直径：  10.5公尺（34英呎6英吋）
- 高度： 3.15公尺（10英呎3英吋）
- 主旋翼面積： 86.5平方公尺（931平方英呎）
- 空重： 908公斤（2,002磅）
- 总重： 1,800公斤（3,970磅）
- 发动机： 1 × Turbomeca Astazou IIIA渦輪機，440千瓦（590匹馬力）

性能
- 最大速度： 310公里/時（193英里/時）
- 巡航速度： 264公里/時（164英里/時）
- 航程： 670公里（416英里）
- 实用升限： 5,000公尺（16,405英呎）
- 爬升率： 9公尺/秒 （1,770英呎/分）

## 用戶

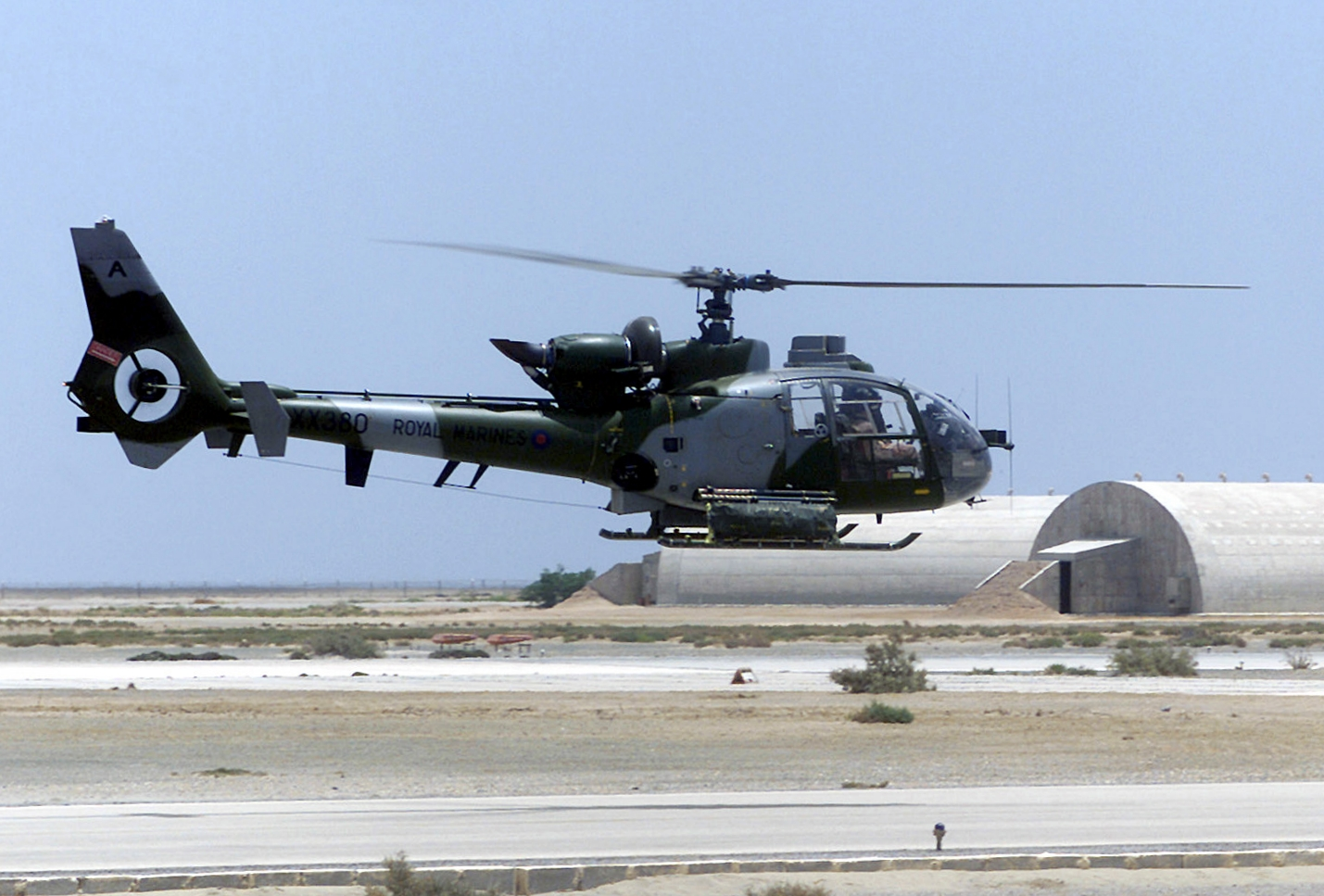
英國陸軍型SA-341B，配屬於英國皇家海軍陸戰隊，2012年時攝於阿富汗

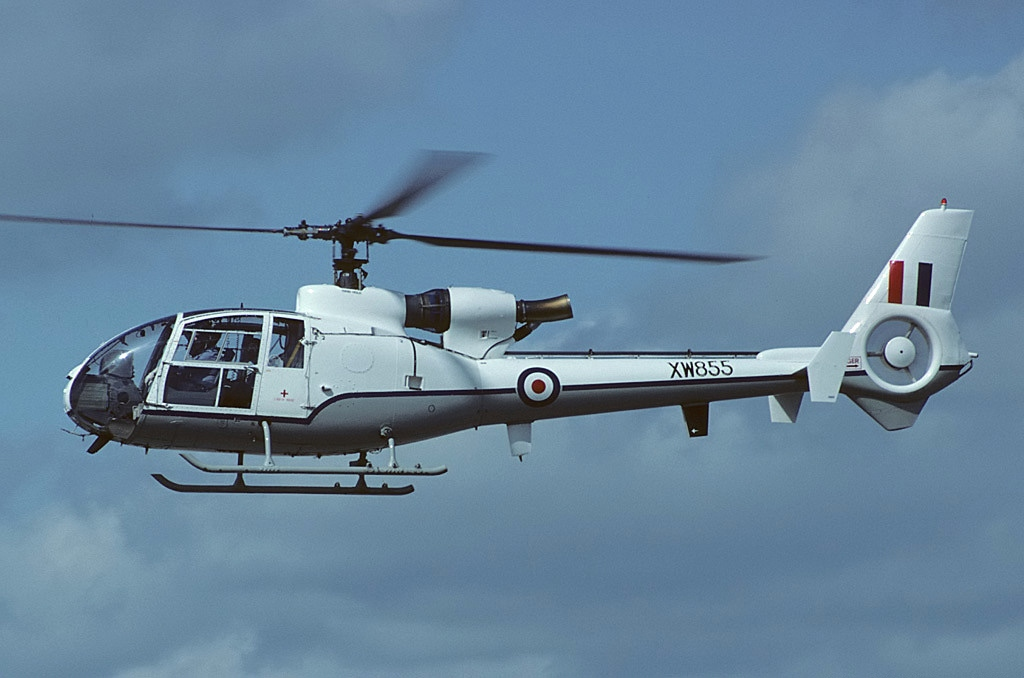
英國皇家空軍的SA-341E

- 法國 - 研發及生產國
- 英国 - 生產國
- 南斯拉夫 - 生產國
- 安哥拉 - 7架
- - 8架 [2]
- - 2架
- 喀麦隆 - 4架
- 中华人民共和国 - 12架 SA-342L
- 賽普勒斯[3] - 4架
- - 20架
- 埃及 - 84架
- 加彭 - 5架
- 几内亚 - 1架
- 伊拉克 - 6架
- 约旦
- - 1架[4]
- 科威特 - 13架
- 黎巴嫩 - 13架[5]
- 蒙特內哥羅 - 14架
- 摩洛哥 - 24架
- 卢旺达
- 塞内加尔
- 塞爾維亞 - 74架[6]
- 叙利亚 - 38架
- 千里達及托巴哥
- 突尼西亞
- 阿联酋 - 1架

## 流行文化
- 藍霹靂:1983年美國荷里活拍了一部以一架高科技警用直升機作主題的電影，當中劇組用了兩架外型經過改裝的瞪羚直升機拍攝，之後日本世嘉也推出相關的電視遊戲。

### 引用
1. ↑  .   [2013-12-23]. （原始内容存档于2013-12-24）.
2. ↑  .   [2009-06-15]. （原始内容存档于2009-06-25）.
3. ↑  . www.sohu.com.   [2025-05-05].
4. ↑  . MilAvia Press.com: Military Aviation Publications.   [2025-05-28]. （原始内容存档于2008-12-27）.
5. ↑  . Naharnet. January 22, 2010  [22 January 2010]. （原始内容存档于2010-05-30）.
6. ↑  .   [2012-09-11]. （原始内容存档于2009-07-11）.

### 來源
書籍
- 軍事直升機，Bill Gunston著/羅臻譯，萬里機構，ISBN:962-14-0999-3
- Eden, Paul (编). . London, England: Amber Books, 2004. 2006-06-01. ISBN 1-904687-84-9.
- Taylor, John W. R. . London, England: Jane's Yearbooks. 1982. ISBN 0-7106-0748-2.

期刊文章
- Gunston, Bill; Lake, Jon; Mason, Francis K. . Airplane Magazine. 1990, 1 (6): 165.

網頁
- Photo Search Results | Airliners.net （页面存档备份，存于）